# Floreanaspottdrossel

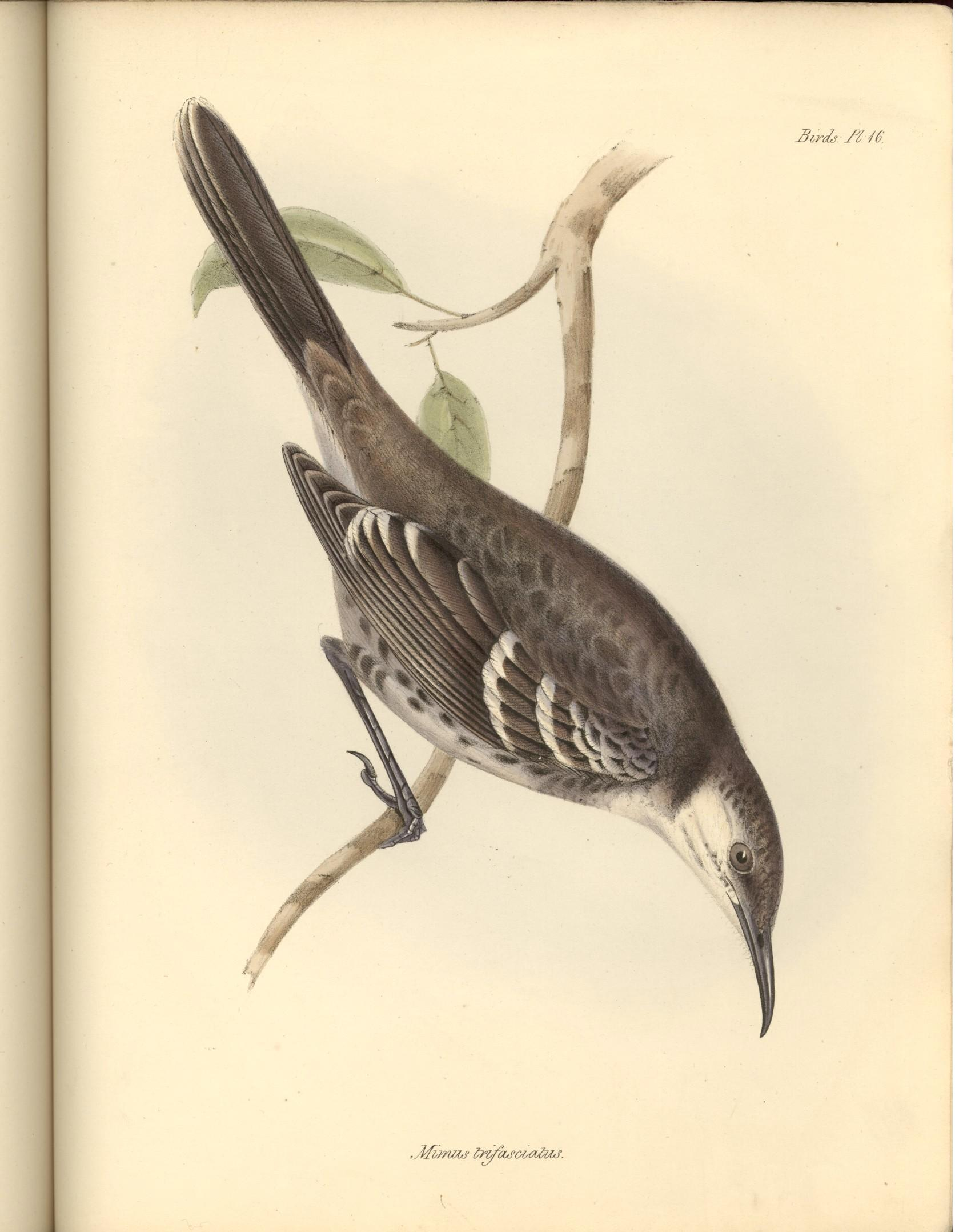
Floreanaspottdrossel (kolorierte Zeichnung von John Gould)

Die Floreanaspottdrossel oder Charles-Spottdrossel (Mimus trifasciatus, Syn.: Nesomimus trifasciatus) ist eine Art der Spottdrosseln (Gattung) (Mimus) in der Familie der Spottdrosseln (Mimidae). Sie kam endemisch auf der Galápagos-Insel Floreana und zwei kleinen, vorgelagerten Inseln (Champion und Gardner) vor. Menschliche Besiedlung seit 1832 brachte Ratten, Hunde und Katzen mit sich und innerhalb von 50 Jahren war die Art auf Floreana ausgestorben. Ihr natürliches Habitat ist subtropisches beziehungsweise tropisches trockenes Buschland. Ihre Besonderheiten haben entscheidende Impulse für Charles Darwin gegeben bei der Entwicklung seiner Theorie zur Entstehung der Arten. Darwin verzeichnete die Unterschiede zwischen dieser Art und verwandten, die er auf dem Festland beobachtet hatte, verzeichnete auch genau die Fundorte und verglich sie mit anderen Unterarten auf den benachbarten Inseln.

## Aussehen
Diese Art hat ein braunes Gefieder mit dunklen Streifen am Rücken. Der Hals, die Brust ist etwas dunkler und mit brauen Tupfen versehen. An der Seite des Halses ist im hinteren Teil eine große weiße Stelle vorhanden. Der Bauch wiederum ist hellbraun und geht ins Weiße über. Der Schnabel ist schwarz und leicht nach unten gebogen. Die Flügel sind dunkelbraun. Die Beine und die Krallen an den Füßen sind ebenfalls schwarz. Auffällig sind die roten Augen, die Augenränder sind weiß und haben ober- und unterhalb noch einen sehr schmalen schwarzen Streifen.

## Ökologie
Die Brutbiologie weicht deutlich von den Festlandarten ab. Auf Galapagos leben die Spottdrosseln in dauerhaft erweiterten Gruppen, die ein gemeinsames Revier verteidigen. Bei drei der vier Arten wird das dominante Paar von den anderen Gruppenmitgliedern in den Brutbemühungen unterstützt. Bei diesen sogenannten Bruthelfern handelt es sich überwiegend, jedoch keineswegs ausschließlich um Nachkommen früherer Bruten. Diese Vögel können im Gegensatz zu anderen Vertretern aus der Familie der Spottdrosseln keine Laute anderer Vögel nachahmen. Beobachtungen zeigen, dass die Bestände, die von der IUCN nur als (endangered) gefährdet eingestuft waren, immer schneller schwinden. Seit 2008, als der Weltbestand nur noch 50 Exemplare betrug, ist sie als vom Aussterben bedroht (Critically Endangered) eingestuft. Zu den Hauptbedrohungen dieser Art zählen eingeschleppte Hausratten, Effekte durch das El-Nino-Phänomen und Krankheiten wie Vogelpocken.

## Erhaltungszuchtprogramm
Es gibt noch zwei kleine Populationen auf den beiden Inselchen Champion und Gardner-by-Floreana. Von dort aus wird der Versuch unternommen, die Art auf Floreana wieder anzusiedeln. Die Populationen erscheinen nach Untersuchungen der Darwin-Fitzroy collections dafür geeignet.